# Reloj d'en Figuera

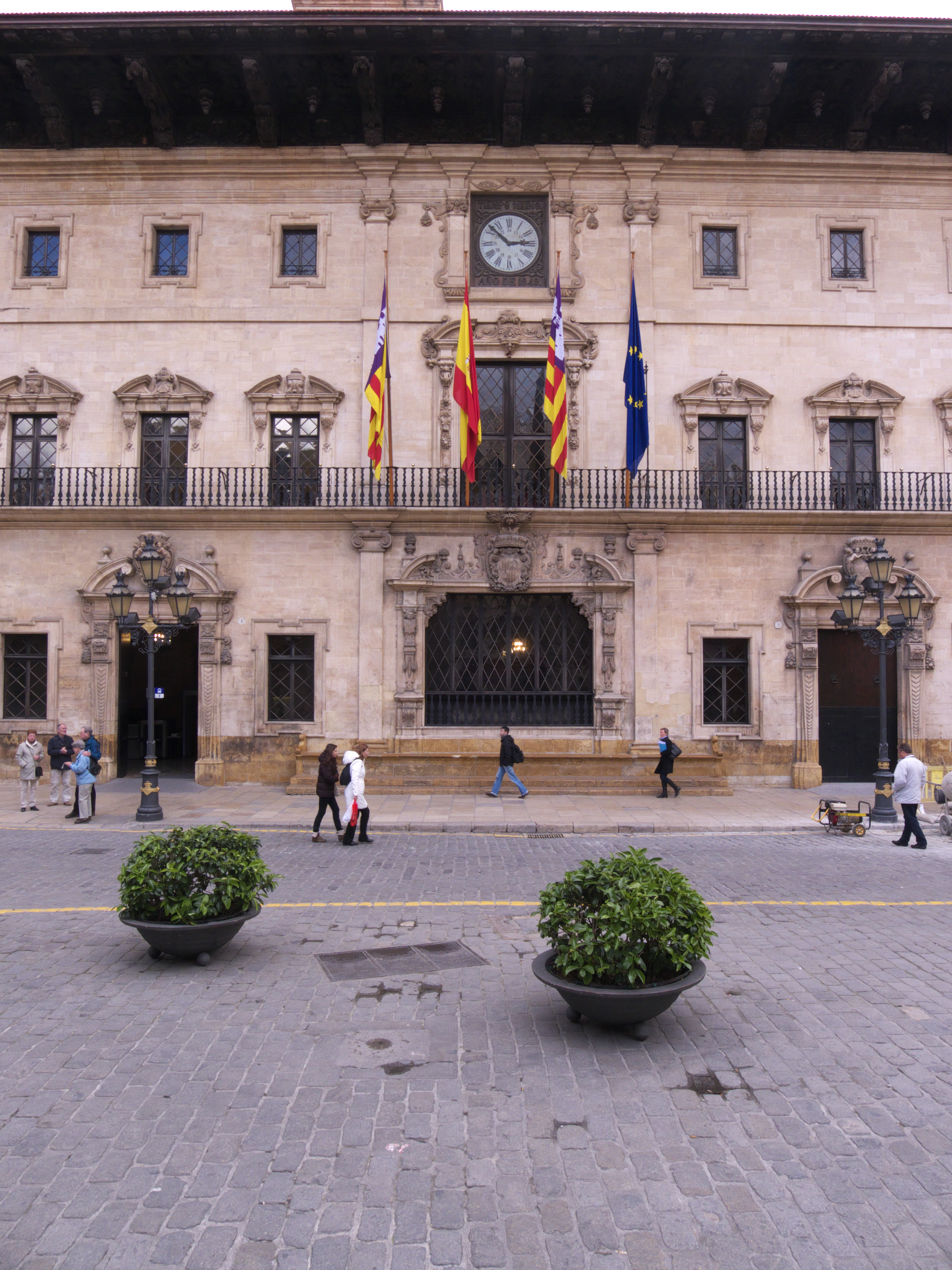
Reloj "d'en Figuera" en la fachada de Cort

El reloj d'en Figuera o, simplemente, "en Figuera", está ubicado en la fachada del ayuntamiento de la ciudad española de Palma de Mallorca, en la plaza de Cort. Su historia ha ido siempre ligada a la campana que le da nombre. El primer conjunto de la campana y el reloj es del siglo XIV y recibe el nombre por el argentero que fabricó la campana original.

## Historia
El año 1386, el Grande y General Consell compró a los dominics una torre ubicada en lo alto de la calle Conquistador, muy cerca del actual ayuntamiento. instalaron un reloj mecánico y una campana de 1.880 kg, obra de la argentero Pere Joan Higuera. Esta torre era conocida como la torre de las Horas. Fue uno de los primeros relojes de torre en España. El funcionamiento del reloj original se basaba en un sistema de cómputo de las horas de sol en lugar del sistema convencional de 24 horas. Según Pere Galiana Veiret, el reloj hacía dos ciclos: "el primero empezaba a la salida del sol y el segundo volvía a empezar en la puesta del sol, o sea que por la mañana tocaba la una 1 hora después de la orto, y en el atardecer repetía la una 1 hora después del ocaso."
A principios del siglo XVII, la campana se acribilló y en 1680 Joan Cardell la refundió para obtener la campana actual con un peso de 1843 kg.
No fue hasta el año 1848 cuando el reloj y la campana fueron trasladadas al edificio de Cort. El motivo del traslado fue que la torre de las Horas fue dañada por un tornado y fue derrocada.
La nueva campana llevaba una inscripción a la parte inferior: "ECCE CRVSEM DOMINIO NOSTRI IESUCHISTI FVGITE PARTES ADVERSE VICIT LEO DE TRIBV IVDA RADIX. AVE MARIA GRATIA LLENA DOMEN TECVM ORA PRO NOBIS BEATA ANNA ANNO DOMINIO MDCLXXXI CARDELL".
El 1863, se sustituyó el reloj por uno de nuevo, fabricado por el francés Collin. Sonó por primera vez coincidiendo con el cumpleaños de la Reina Isabel II de España, el 10 de octubre de 1863. Aunque con la intención de guardar el antiguo reloj como bien de la ciudad, este desapareció en los alrededores del año 1868. La función de la campana no fue solo de anunciar las horas, también se empleó para comunicar peligros, fiestas o celebraciones. En el siglo XIX, se utilizó para anunciar el toque de queda (o Cordura del ladrón) con 25 golpes rápidos tres horas después de la puesta de sol. Después de la señal, el cabo de Vigila salía a patrullar las calles y los ciudadanos tenían que permanecer en casa suya. El toque de queda fue suprimido el 1865. El toque de vía fuera anunciaba un peligro, y desde el 1865 hasta mediados del siglo XX solo se mantuvieron los toques de incendio y el de cambio de autoridades (pronunciamiento).
El reloj fue restaurado el 1964 y posteriormente electrificado por Fernando Fernández Andrés, relojero municipal del Ayuntamiento de Palma de Mallorca. Pere Caminals tomó el relevo en el cargo después de más de tres décadas de trabajo de Fernández. La campana "d'en Figuera" es una de las pocas campanas que todavía suenan en Palma de Mallorca, junto con las de la Seo, las de algunos conventos de monjas cerradas y pocas más.